# 江川嘉孝
江川嘉孝（日语：／ Egawa Yoshitaka，1942年12月20日—2024年12月26日），福島县河沼郡会津坂下町出身，日本前男子篮球运动员。他曾代表日本参加1964年夏季奥运会男子篮球比赛。他也参加了1966年亚洲运动会。